# Dolní Jirčany
Dolní Jirčany jsou vesnice ležící ve Středočeském kraji, v okrese Praha-západ a spadají pod obec Psáry, se kterou na jihu těsně sousedí.

## Historie

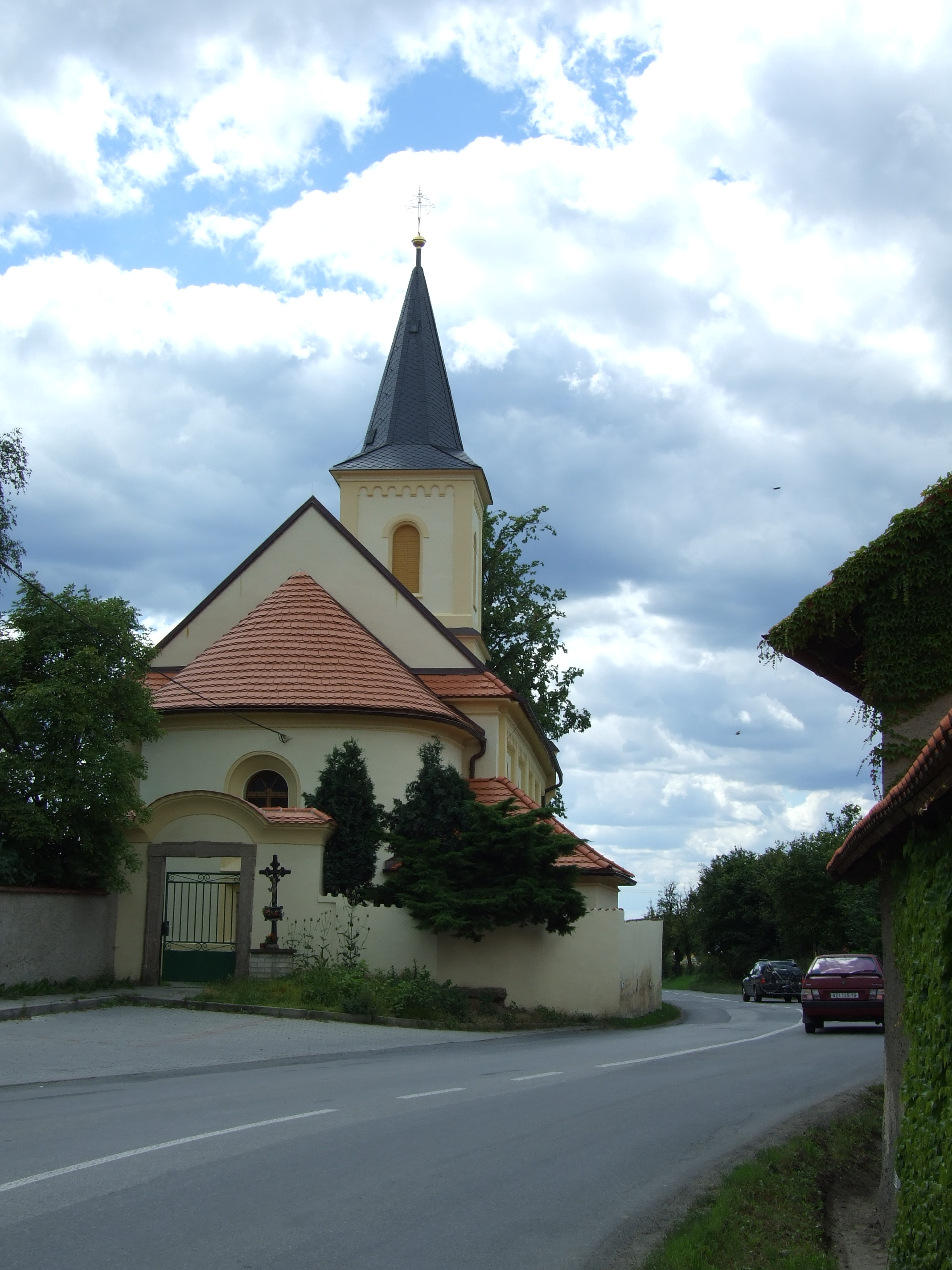
Kostel svatého Václava

První písemná zmínka o vsi (Hercaz) pochází z roku 1060, kdy se připomíná v majetku ostrovského kláštera. Až do novověku se vesnice jmenovala Jerčany, (dle jazykovědce Ant. Profouse od osobního jména Jeřec, zdrobněliny jmen Jaroslav či Jaromír) teprve v 18. století byl název z neporozumění připodobněn jménu Jiří. V roce 1785 byly na území vsi o něco východněji založeny nynější Horní Jirčany a od té doby se obě sídla rozlišují přívlastkem Dolní a Horní.

## Pamětihodnosti
- Kostel sv. Václava – jednolodní obdélná stavba s půlkruhově ukončeným presbytářem, obdélnou sakristií po severní straně a hranolovou věží v jihozápadním průčelí. Z původní raně gotické podoby ze 13. století se dochoval presbytář a sakristie, loď a věž jsou pseudorománské z roku 1877.